# Jakob Reumann
Jakob Reumann (31. prosince 1853 Vídeň – 29. července 1925 Klagenfurt) byl rakouský sociálně demokratický politik, na počátku 20. století poslanec Říšské rady, v meziválečném období předseda Spolkové rady a starosta Vídně.

## Biografie
Byl nemanželským synem dělnice a lékaře. Vychodil národní školu a učil se sochařem. Působil jako soustružnický pomocník v továrně na dýmky. Již od mládí se angažoval v Sociálně demokratické straně Rakouska. Působil jako redaktor listu Arbeiter-Zeitung. V letech 1889–1896 byl prvním tajemníkem strany. Zasazoval se o zlepšení podmínek domácích dělníků. V roce 1900 se stal členem Vídeňské obecní rady jako jeden z prvních sociálních demokratů. Působil jako předseda sociálně demokratického radničního klubu.
Na počátku 20. století se zapojil i do celostátní politiky. Ve volbách do Říšské rady roku 1907, konaných poprvé podle všeobecného a rovného volebního práva, získal mandát v Říšské radě (celostátní zákonodárný sbor) za obvod Dolní Rakousy 19. Usedl do poslanecké frakce Klub německých sociálních demokratů. Mandát obhájil za týž obvod i ve volbách do Říšské rady roku 1911. Ve vídeňském parlamentu setrval až do zániku monarchie.Profesně byl k roku 1911 uváděn jako obecní radní a redaktor. Na Říšské radě požadoval zřízení obchodních soudů a zestátnění uhelného průmyslu.
V roce 1918 se stal náměstkem starosty Vídně a v období let 1919–1923 zastával funkci starosty Vídně. Ve funkci dokázal stabilizovat obecní finance po světové válce a zahájil úsilí o výstavbu sociálních bytů. V roce 1923 mu Vídeň udělila čestné občanství.
Po válce rovněž zasedal v letech 1918–1919 jako poslanec Provizorního národního shromáždění Německého Rakouska (Provisorische Nationalversammlung), následně byl od 1. prosince 1920 až do své smrti v roce 1925 členem Spolkové rady (horní komora rakouského parlamentu) a v období 1. prosince 1920 – 31. května 1921 a 1. prosince 1924 – 31. května 1925 byl předsedou Spolkové rady.